# فدراسیون جهانی جوامع جراحی مغز
فدراسیون جهانی جوامع جراحی مغز و اعصاب (WFNS) که در سال ۱۹۵۵ در سوئیس تأسیس شد، به عنوان یک سازمان حرفه ای، علمی و غیردولتی، از ۱۳۰ انجمن عضو تشکیل شده‌است: متشکل از ۵ انجمن قاره ای (AANS , AASNS , CAANS , EANS). ، ۶ انجمن وابسته و ۱۱۹ انجمن ملی جراحی مغز و اعصاب که نماینده حدود ۵۰۰۰۰ جراح مغز و اعصاب در سراسر جهان هستند. این فدراسیون در سازمان ملل وضعیت مشورتی دارد. مجله رسمی این سازمان جراحی مغز و اعصاب جهانی است.

## اهداف
هدف فدراسیون جهانی انجمن‌های جراحی مغز و اعصاب هدف ارتقای پیشرفت جهانی در مراقبت‌های جراحی مغز و اعصاب است. ماموریت فدراسیون جهانی انجمن‌های جراحی مغز و اعصاب (WFNS) این است که با انجمن‌های علمی عضو خود برای ارتقای مراقبت، آموزش و تحقیقات جراحی مغز و اعصاب در سراسر دنیا برای سودرسانی به بیماران خود فعالیت کند.

## تاریخ
تاریخ ۵۰ ساله این نهاد توسط مورخ آن کلمه به کلمه ثبت شده‌است. سوابق نشان می‌دهد که علیرغم پیشرفت و اصلاح مستمر، گاه بحث‌های داغی در جلسات مسئولین در مورد اهداف، جهت، امور مالی، عضویت و غیره صورت می‌گرفت و بحث‌ها گاهی خصمانه بوده‌است. با این حال، این جامعه رشد کرده و همچنان در حال رشد است.